# Hypselodoris
Genre
Hypselodoris est un genre de mollusques nudibranches de la famille des Chromodorididae décrit pour la première fois par William Stimpson en 1855.

## Description
Les nudibranches de ce genre possèdent des tentacules, des papilles tégumentaires, des néobranchies et un anus. 
Le genre Hypselodoris se distingue des autres genres de la famille des chromodoridés par des tentacules rétractiles, un manteau très développé, et un corps de forme élevée, oblongue et quadrangulaire.

## Éthologie
Les espèces du genre Hypselodoris se nourrissent majoritairement d'éponges Dysideidae.

## Étymologie
Le nom scientifique vient du grec hypso (élevé) et de Doris qui était une océanide, épouse de Nérée et mère des 50 néréides.
Le nom commun utilisé est « Doris ».

## Espèces
Selon World Register of Marine Species (13 avril 2013) :
- Hypselodoris alaini Ortea, Espinosa & Buske, 2013
- Hypselodoris alboterminata Gosliner & R. F. Johnson, 1999
- Hypselodoris andersoni Bertsch & Gosliner, 1989
- Hypselodoris apolegma (Yonow, 2001)
- Hypselodoris babai Gosliner & Behrens, 2000
- Hypselodoris bennetti (Angas, 1864)
- Hypselodoris bertschi Gosliner & R. F. Johnson, 1999
- Hypselodoris bollandi Gosliner & R. F. Johnson, 1999
- Hypselodoris bullockii (Collingwood, 1881)
- Hypselodoris capensis (Barnard, 1927)
- Hypselodoris carnea (Bergh, 1889)
- Hypselodoris cuis Er. Marcus, 1965
- Hypselodoris dollfusi (Pruvot-Fol, 1933)
- Hypselodoris emma Rudman, 1977
- Hypselodoris festiva (A. Adams, 1861)
- Hypselodoris flavomarginata Rudman, 1995
- Hypselodoris fortunensis Ortea, Espinosa & Buske, 2013
- Hypselodoris fregona Ortea & Caballer, 2013
- Hypselodoris fucata Gosliner & R. F. Johnson, 1999
- Hypselodoris ghardaqana (Gohar & Aboul-Ela, 1957)
- Hypselodoris iacula Gosliner & R. F. Johnson, 1999
- Hypselodoris imperialis (Pease, 1860)
- Hypselodoris infucata (Rüppell & Leuckart, 1830)
- Hypselodoris insulana Gosliner & R. F. Johnson, 1999
- Hypselodoris jacksoni N. G. Wilson & Willan, 2007
- Hypselodoris juniperae Gosliner & R. F. Johnson, 2018
- Hypselodoris kaname Baba, 1994
- Hypselodoris kanga Rudman, 1977
- Hypselodoris katherythros Yonow, 2001
- Hypselodoris kayae Young, 1967
- Hypselodoris krakatoa Gosliner & R. F. Johnson, 1999
- Hypselodoris lacteola Rudman, 1995
- Hypselodoris lalique Ortea & Caballer, 2013
- Hypselodoris maculosa (Pease, 1871)
- Hypselodoris maridadilus Rudman, 1977
- Hypselodoris maritima (Baba, 1949)
- Hypselodoris mouaci (Risbec, 1930)
- Hypselodoris nigrolineata (Eliot, 1904)
- Hypselodoris nigrostriata (Eliot, 1904)
- Hypselodoris obscura (Stimpson, 1855)
- Hypselodoris paulinae Gosliner & R. F. Johnson, 1999
- Hypselodoris peasei (Bergh, 1880)
- Hypselodoris picturata (Ehrenberg, 1831)
- Hypselodoris pinna Ortea, 1988
- Hypselodoris placida (Baba, 1949)
- Hypselodoris pulchella (Rüppell & Leuckart, 1830)
- Hypselodoris purpureomaculosa Hamatani, 1995
- Hypselodoris regina Marcus & Marcus, 1970
- Hypselodoris reidi Gosliner & R. F. Johnson, 1999
- Hypselodoris rosans (Bergh, 1889)
- Hypselodoris rudmani Gosliner & R. F. Johnson, 1999
- Hypselodoris sagamiensis (Baba, 1949)
- Hypselodoris saintvincentia Burn, 1962
- Hypselodoris samueli Caballer & Ortea, 2012
- Hypselodoris shimodaensis Baba, 1994
- Hypselodoris tryoni (Garrett, 1873)
- Hypselodoris violabranchia Gosliner & R. F. Johnson, 1999
- Hypselodoris whitei (A. Adams & Reeve, 1850)
- Hypselodoris zebrina (Alder & Hancock, 1864)
- Hypselodoris zephyra Gosliner & R. F. Johnson, 1999

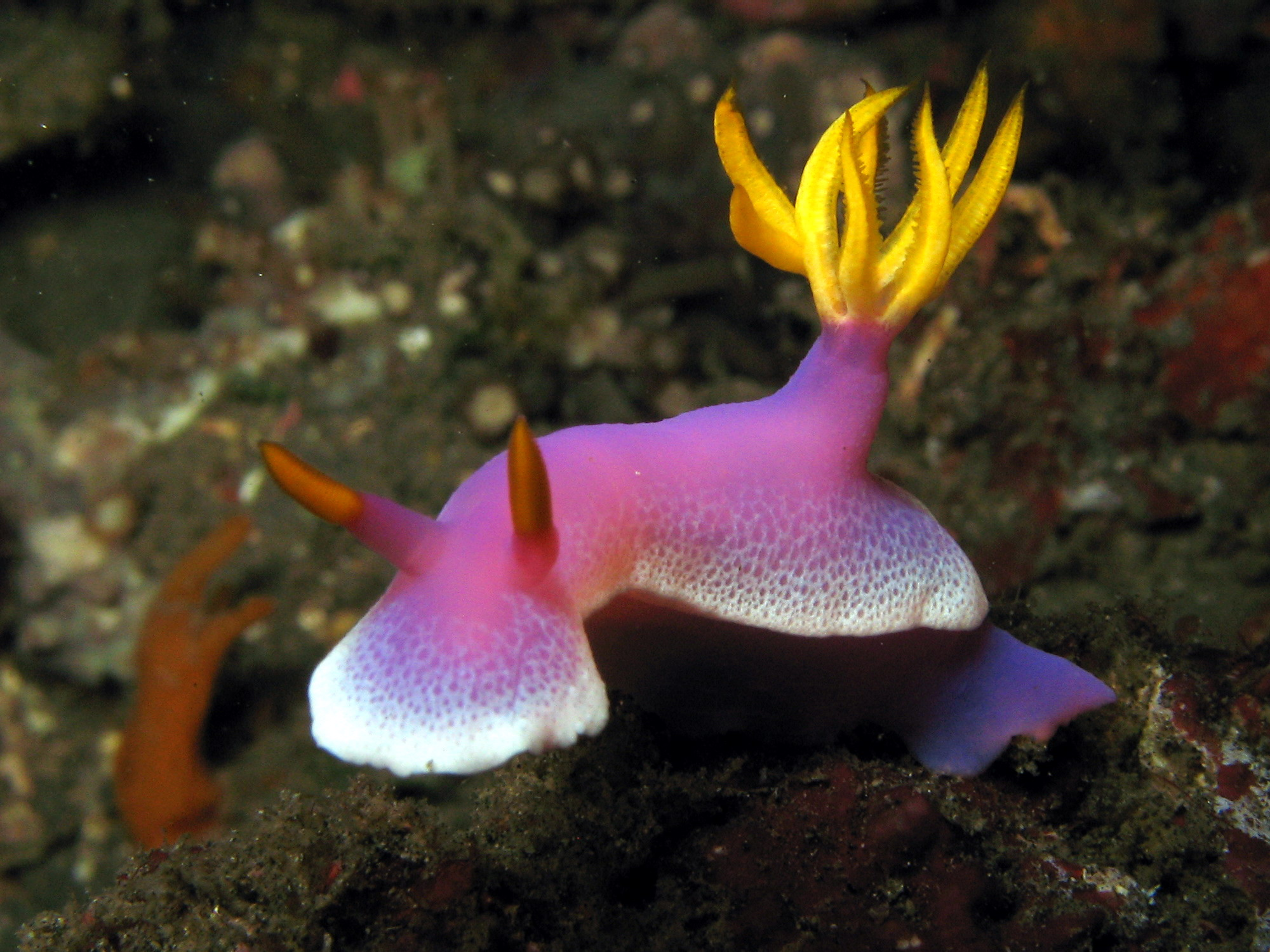
Hypselodoris apolegma
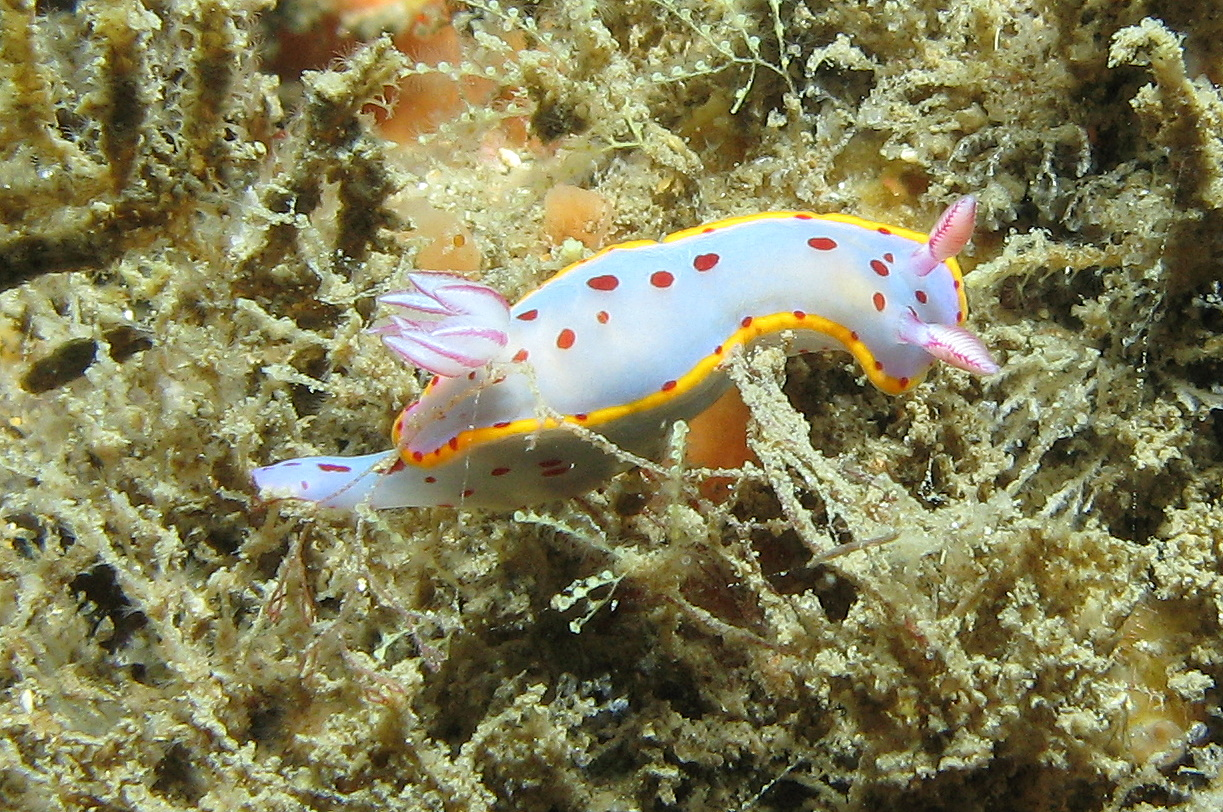
Hypselodoris bennetti
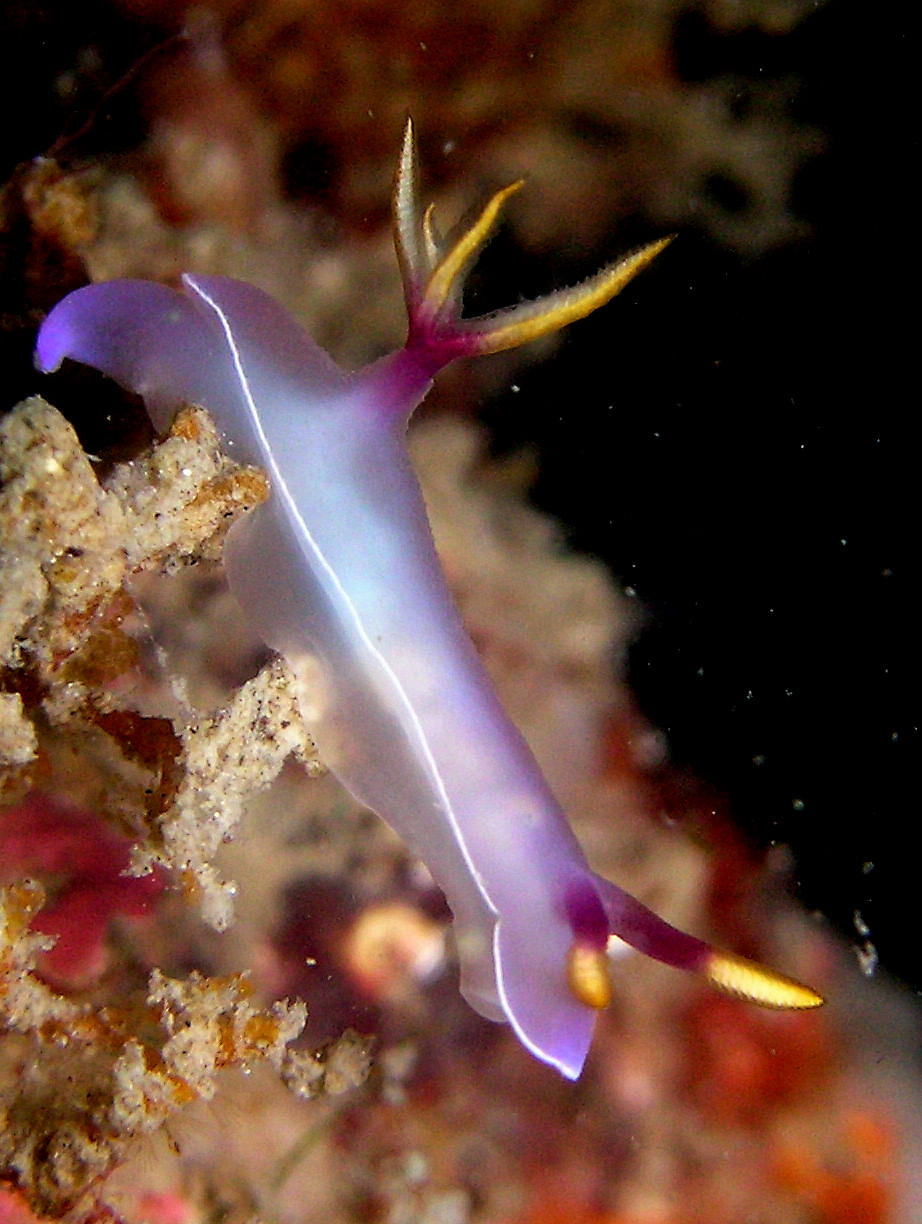
Hypselodoris bullocki
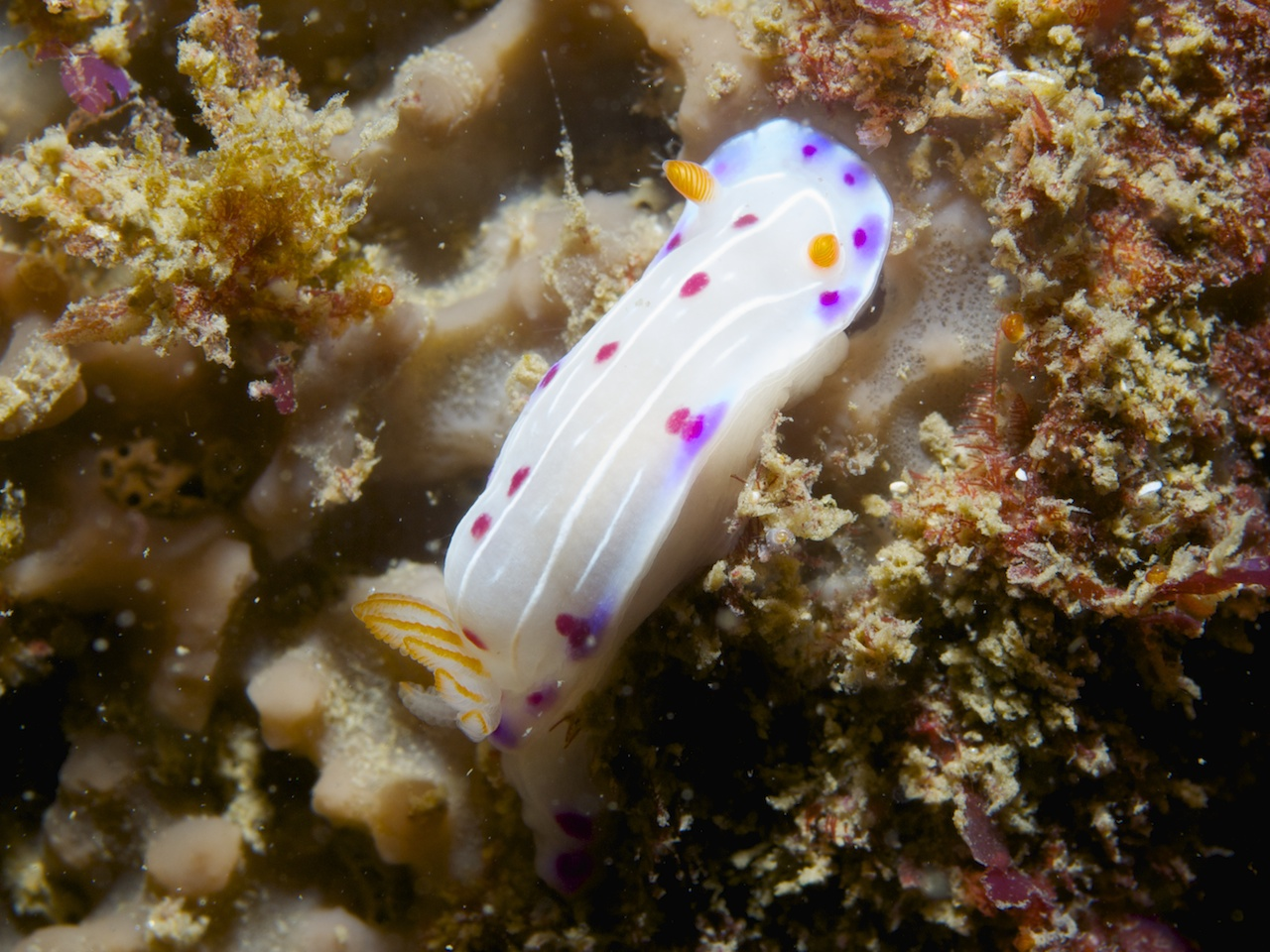
Hypselodoris capensis
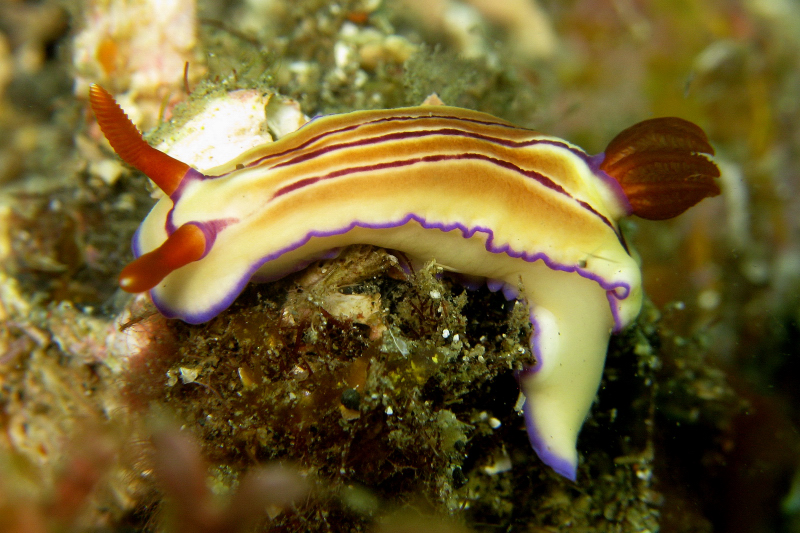
Hypselodoris emma
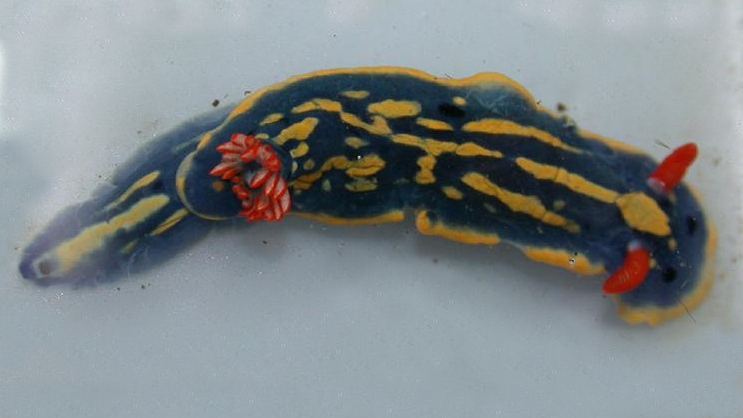
Hypselodoris festiva
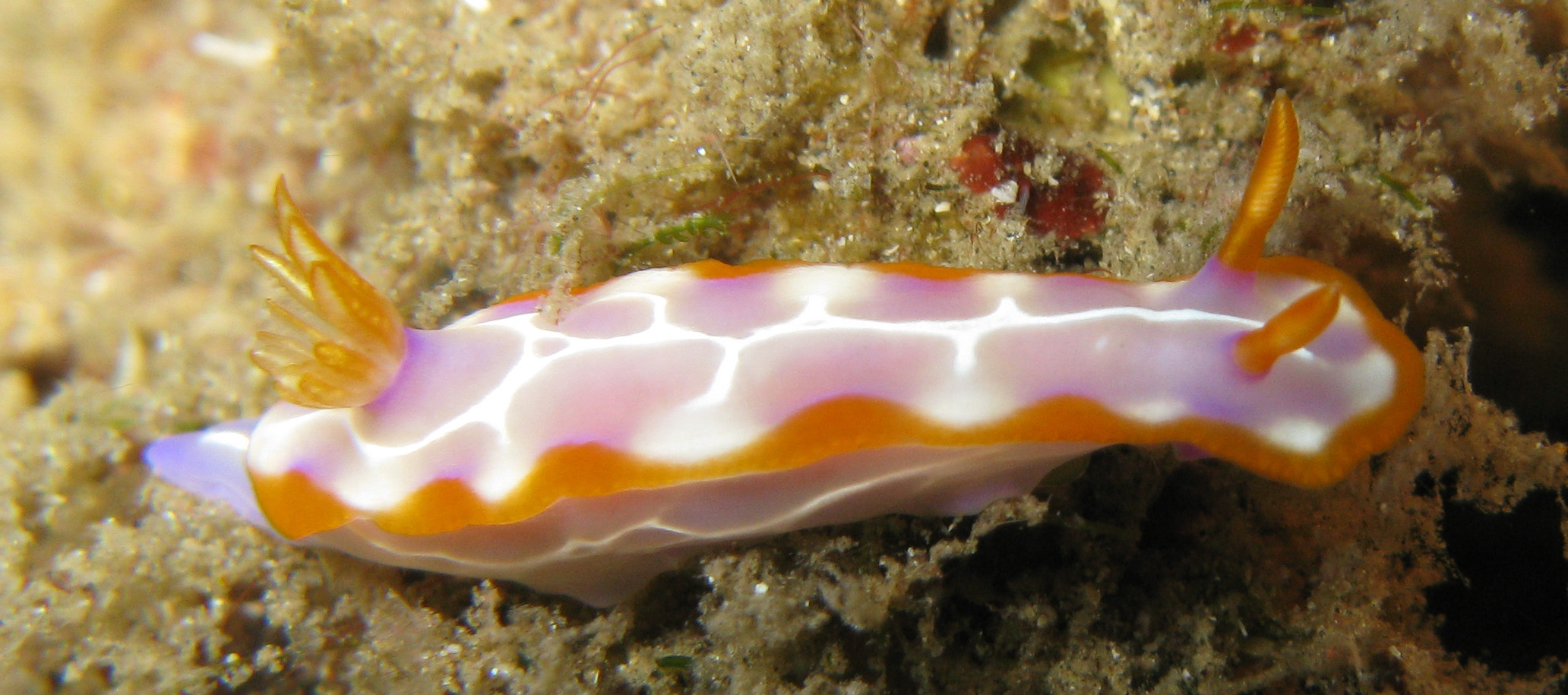
Hypselodoris iacula
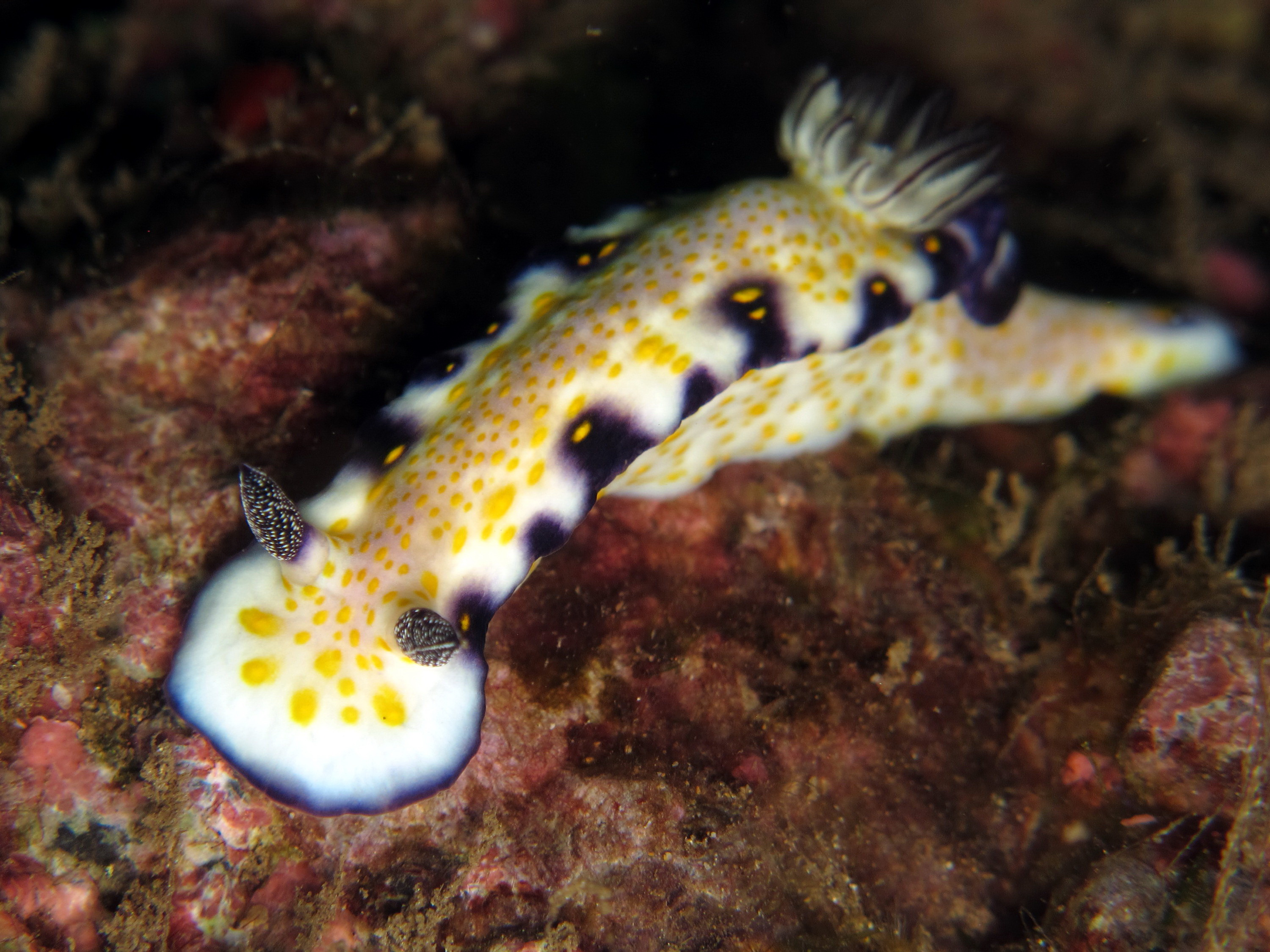
Hypselodoris imperialis
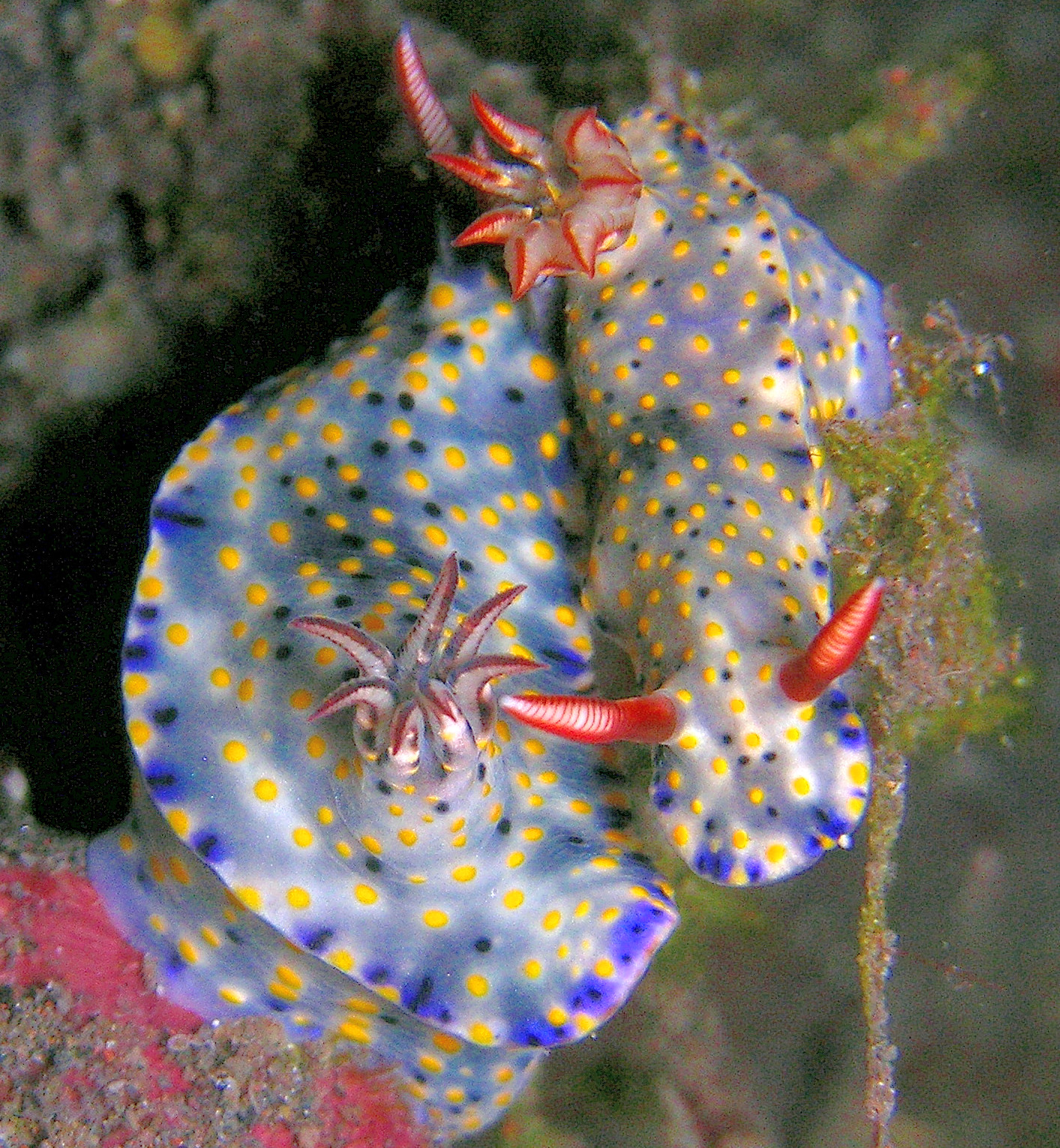
Hypselodoris infucata
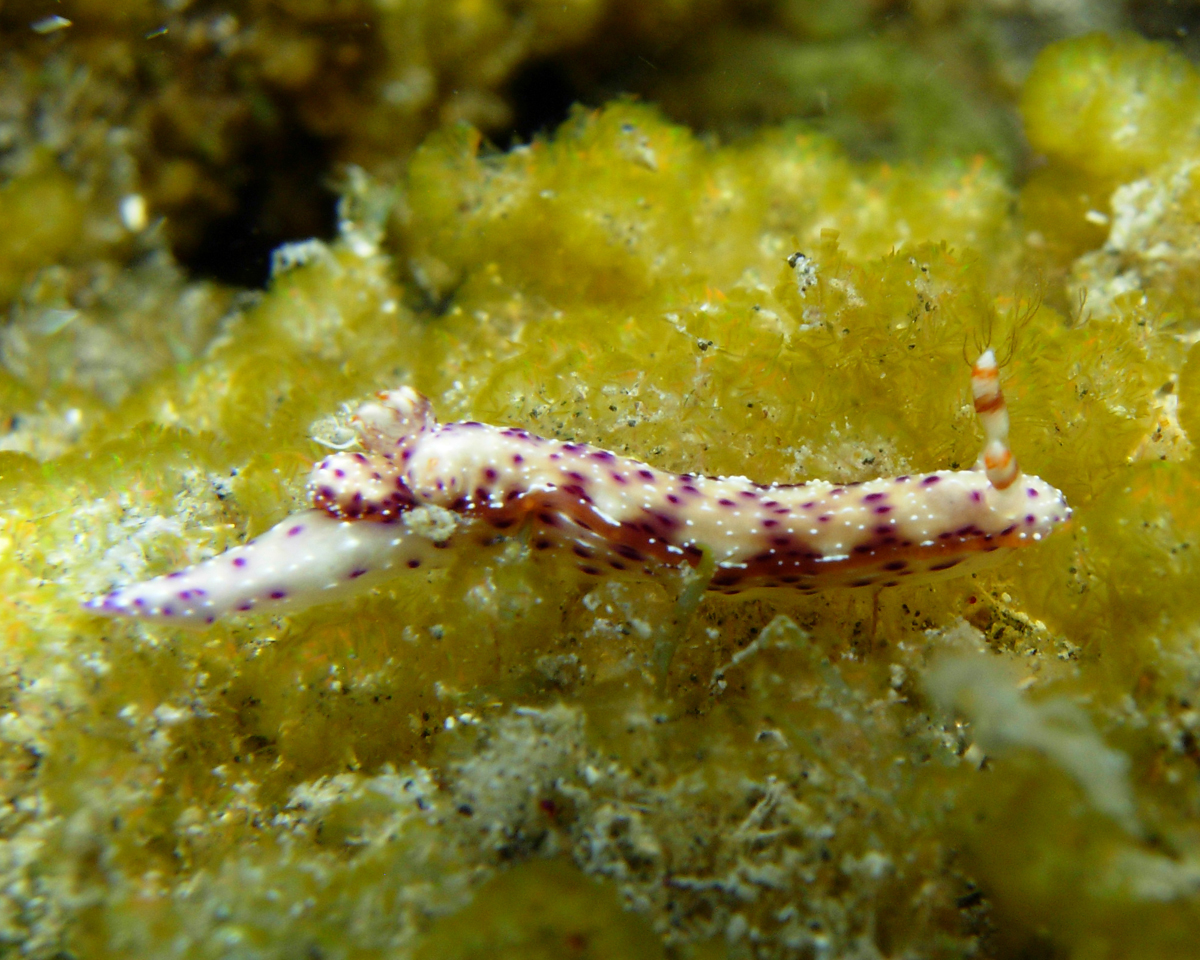
Hypselodoris juniperae
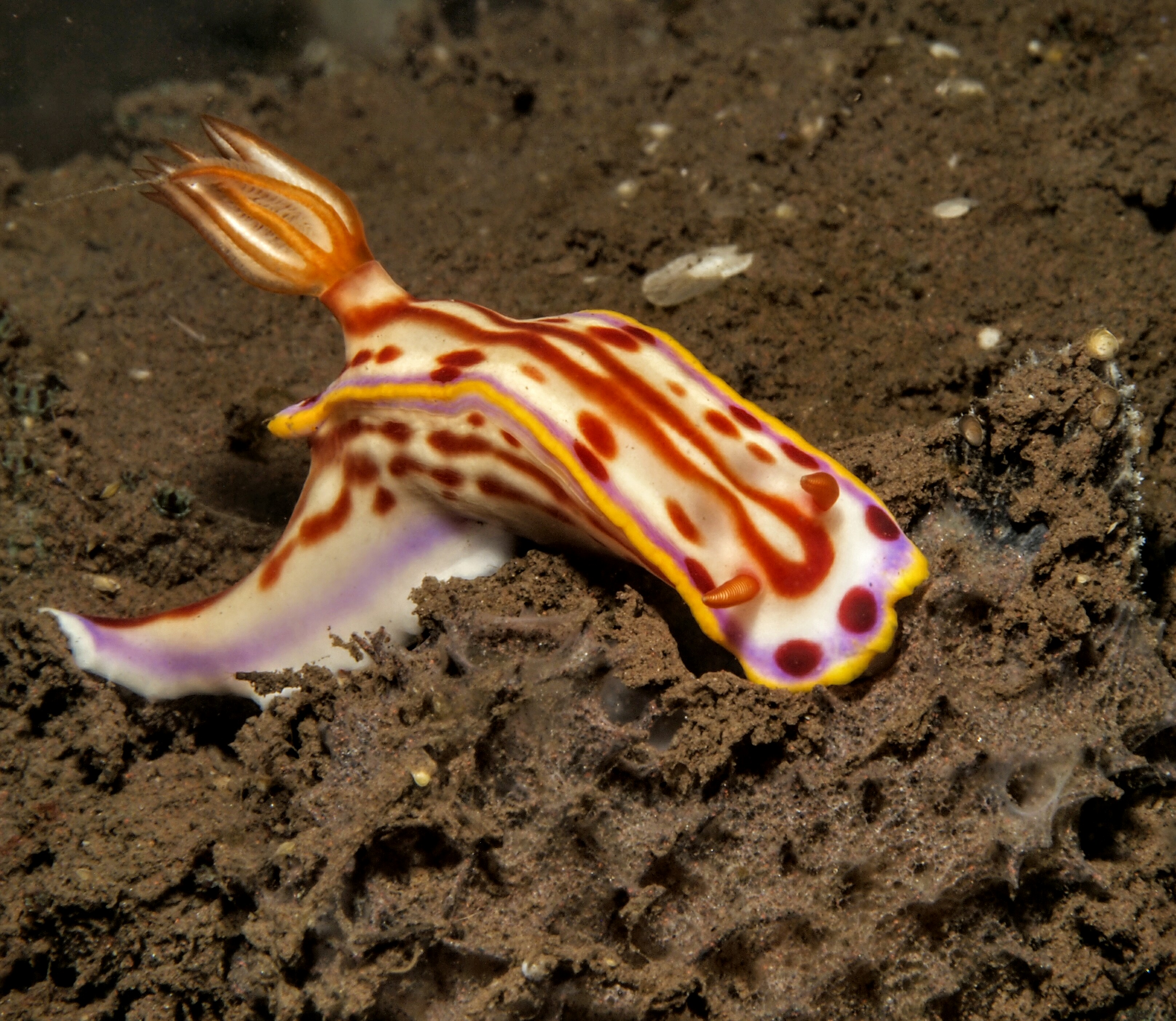
Hypselodoris kaname
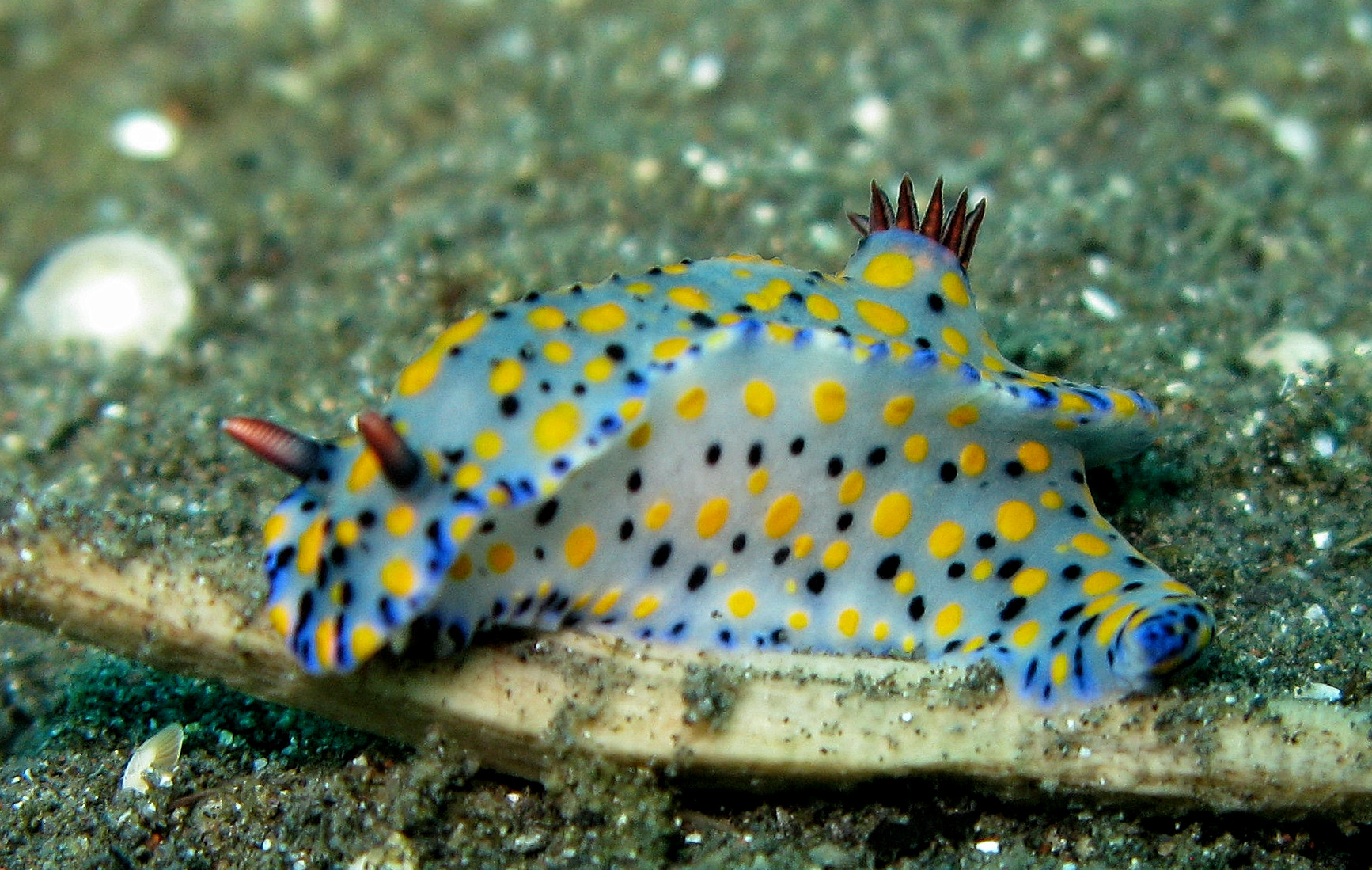
Hypselodoris kanga
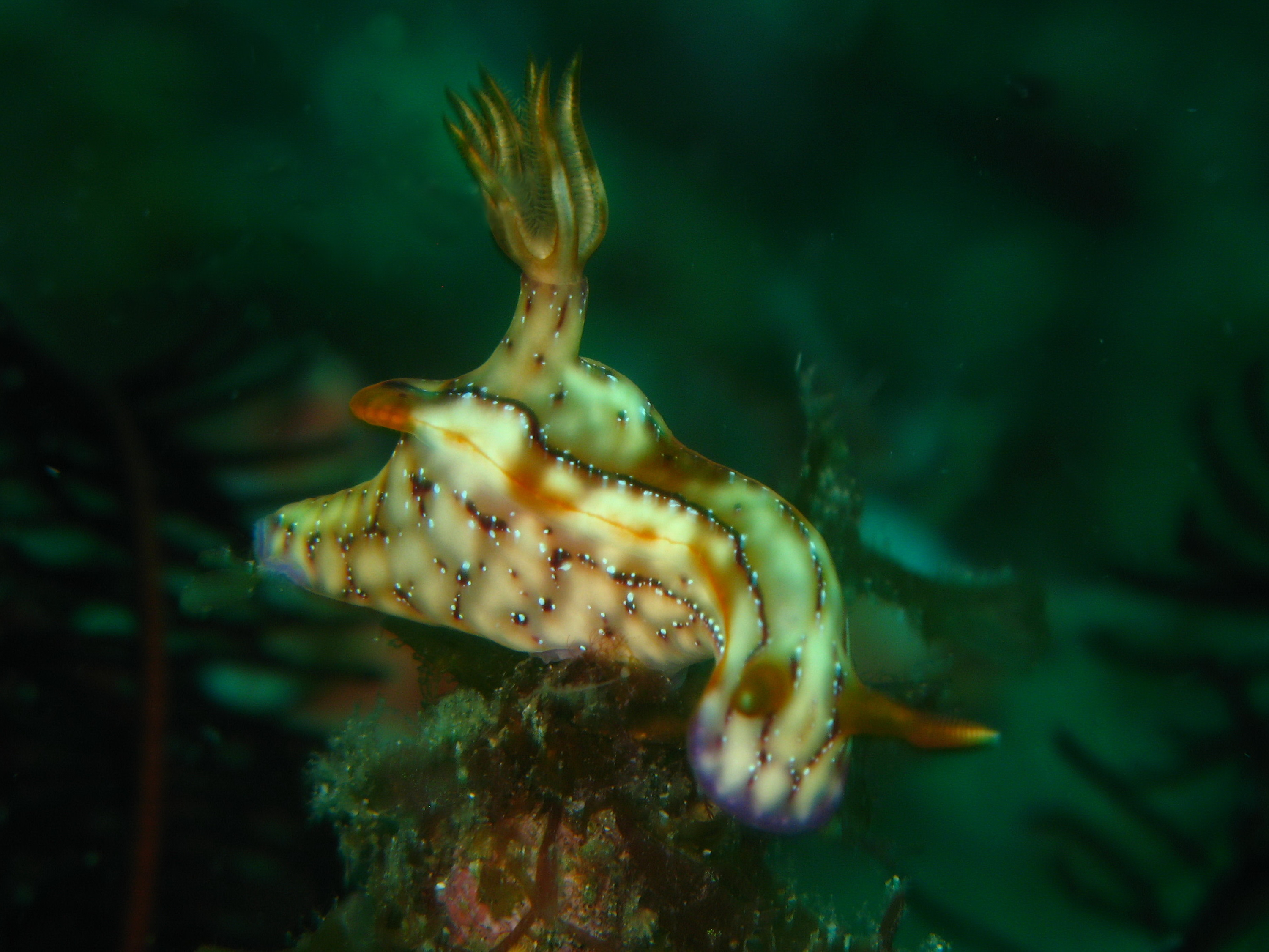
Hypselodoris krakatoa
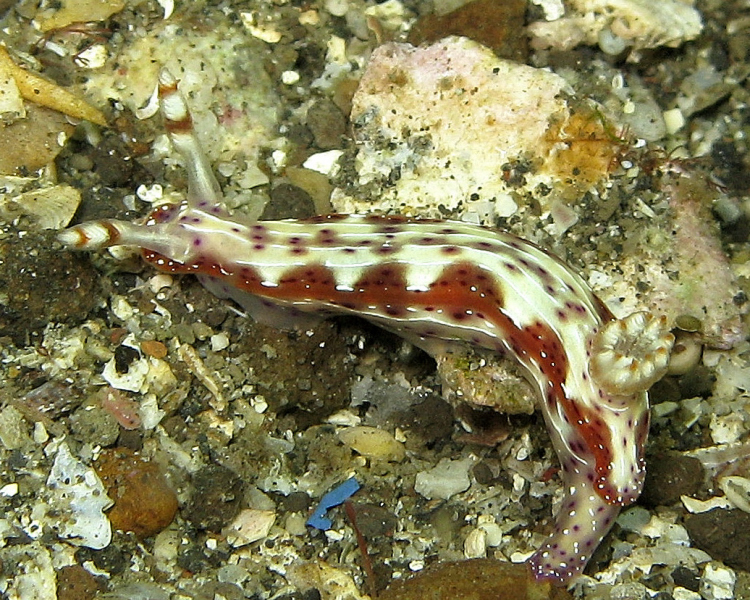
Hypselodoris maculosa
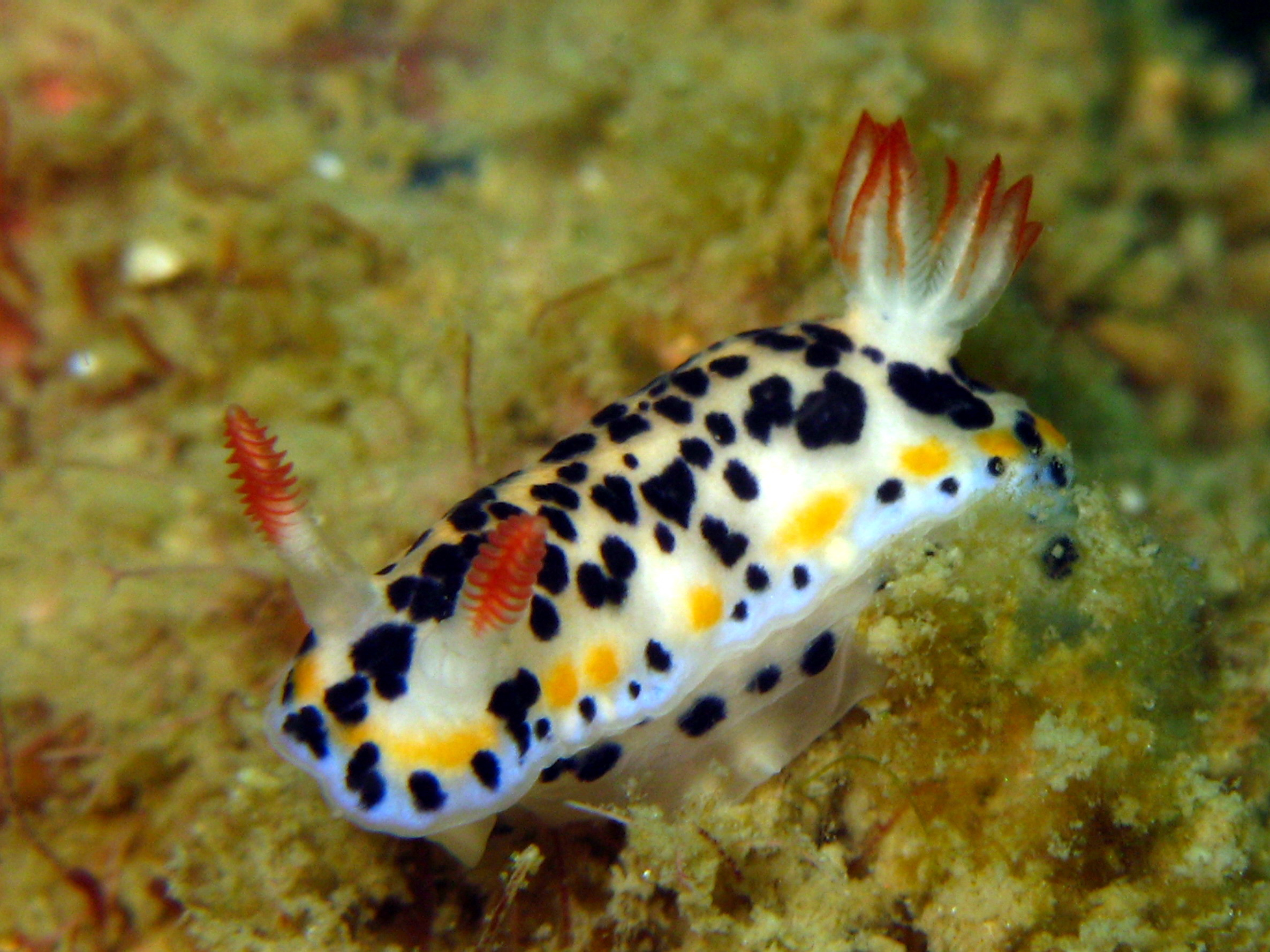
Hypselodoris maritima
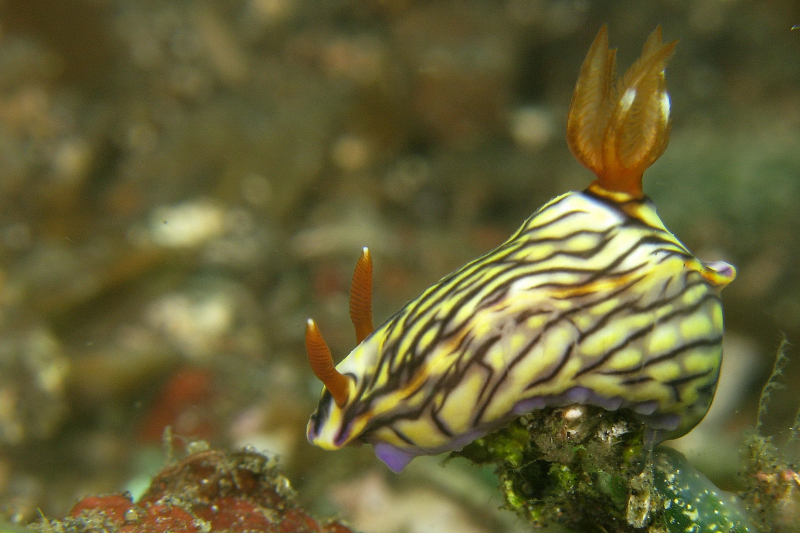
Hypselodoris nigrostriata
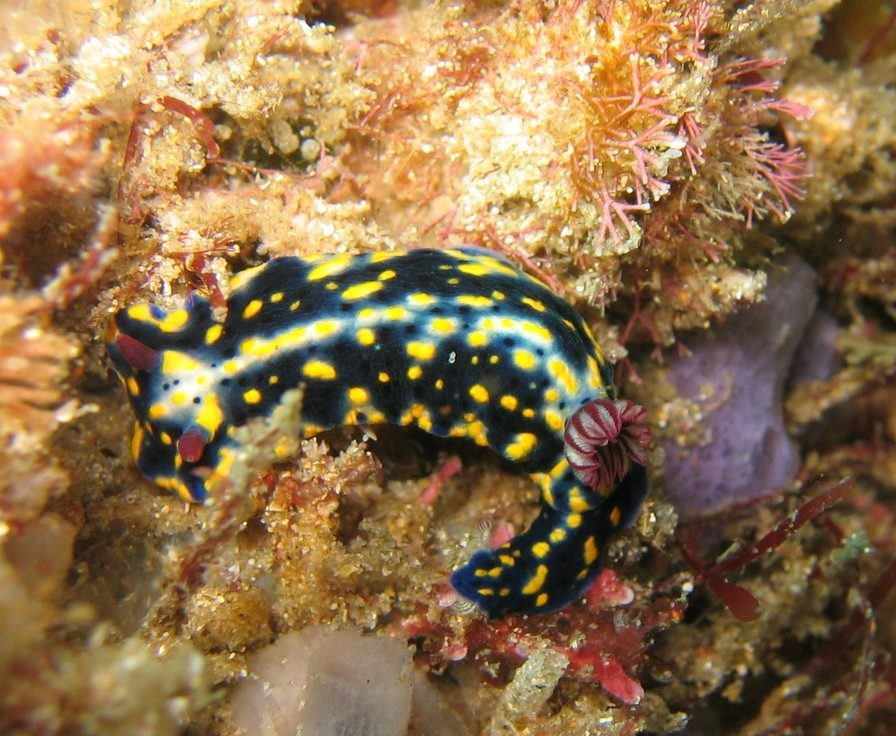
Hypselodoris obscura
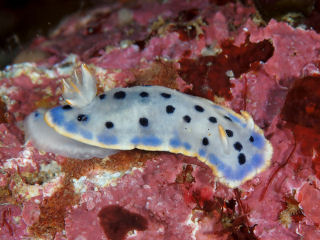
Hypselodoris placida
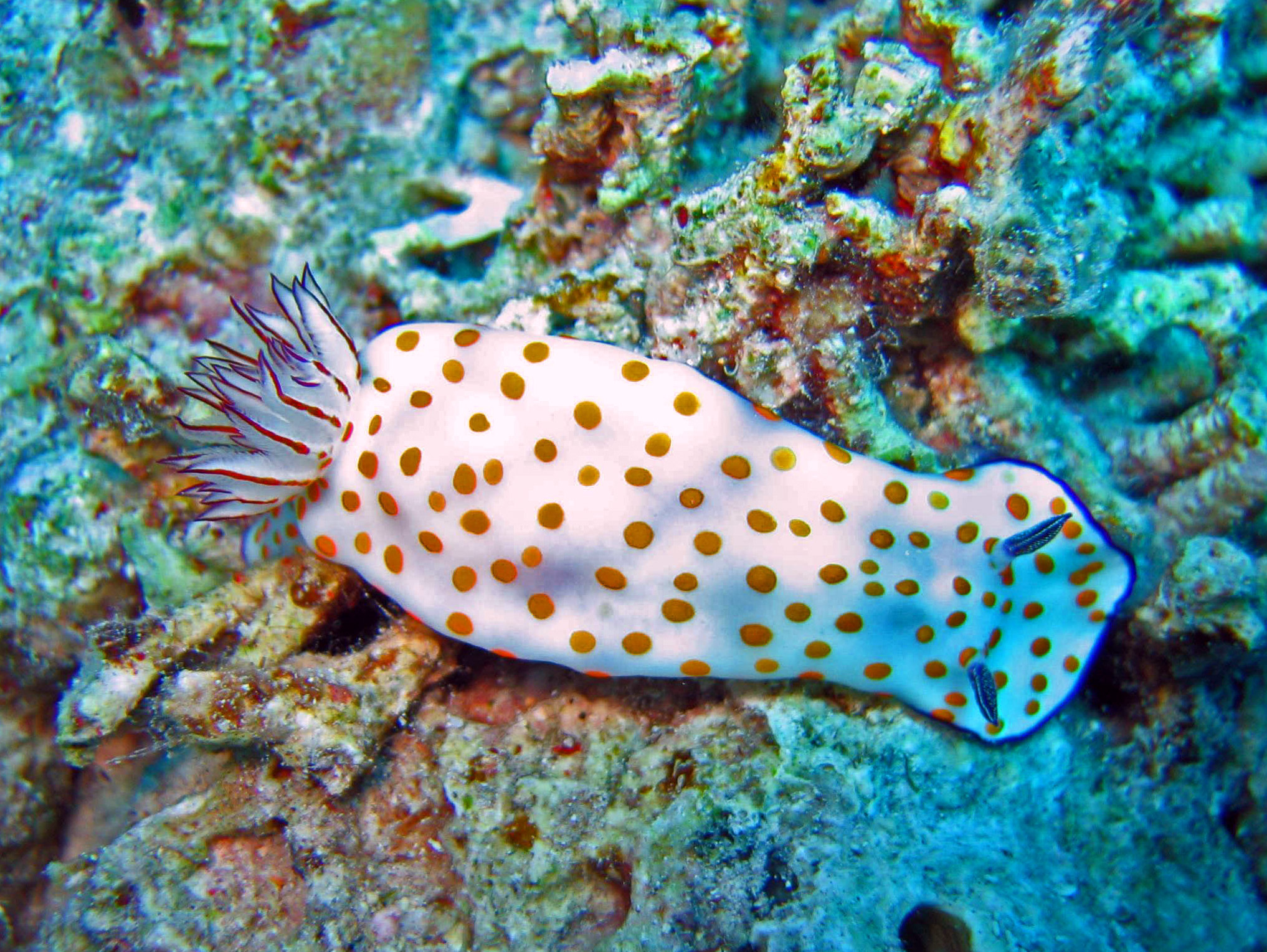
Hypselodoris pulchella
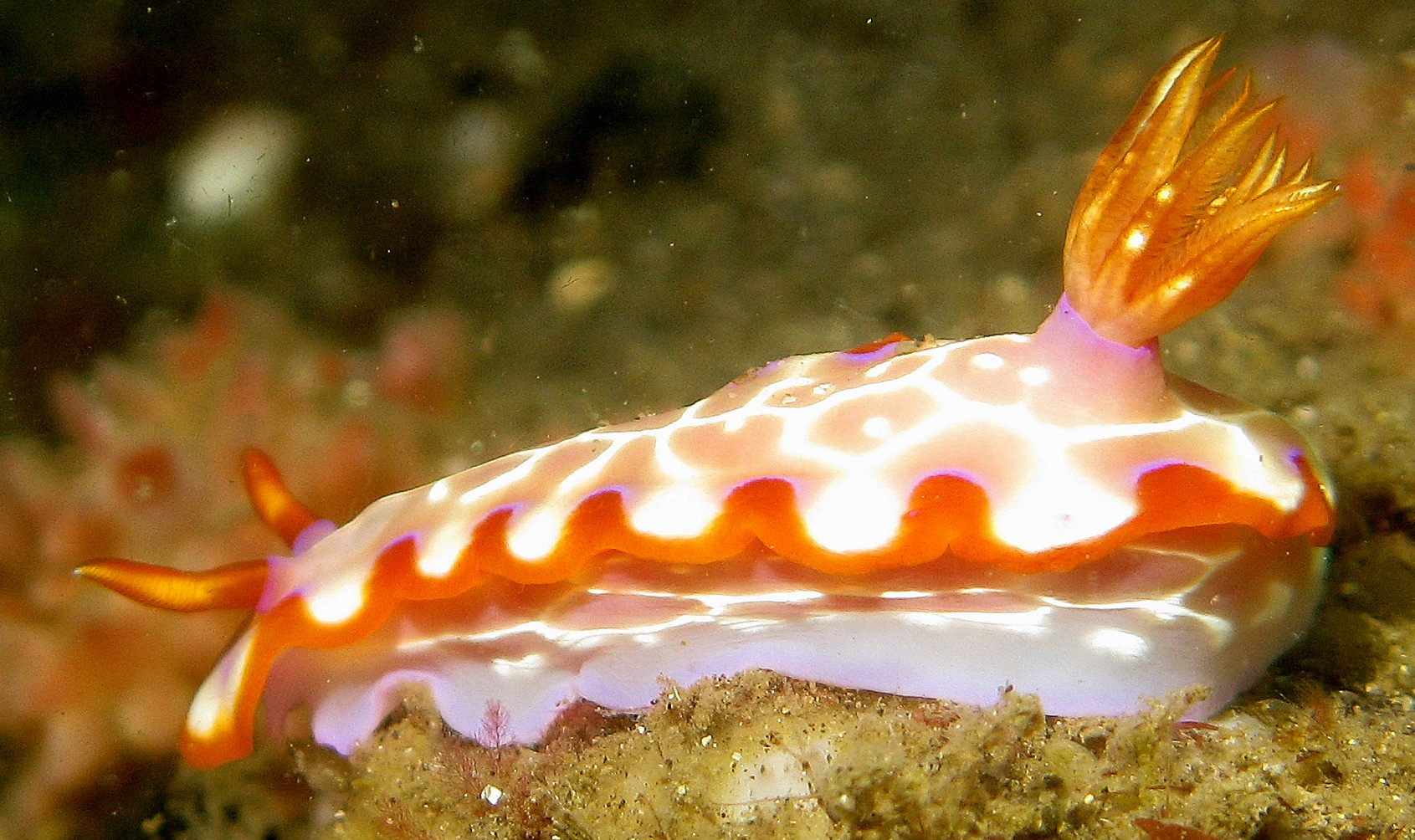
Hypselodoris purpureomaculosa
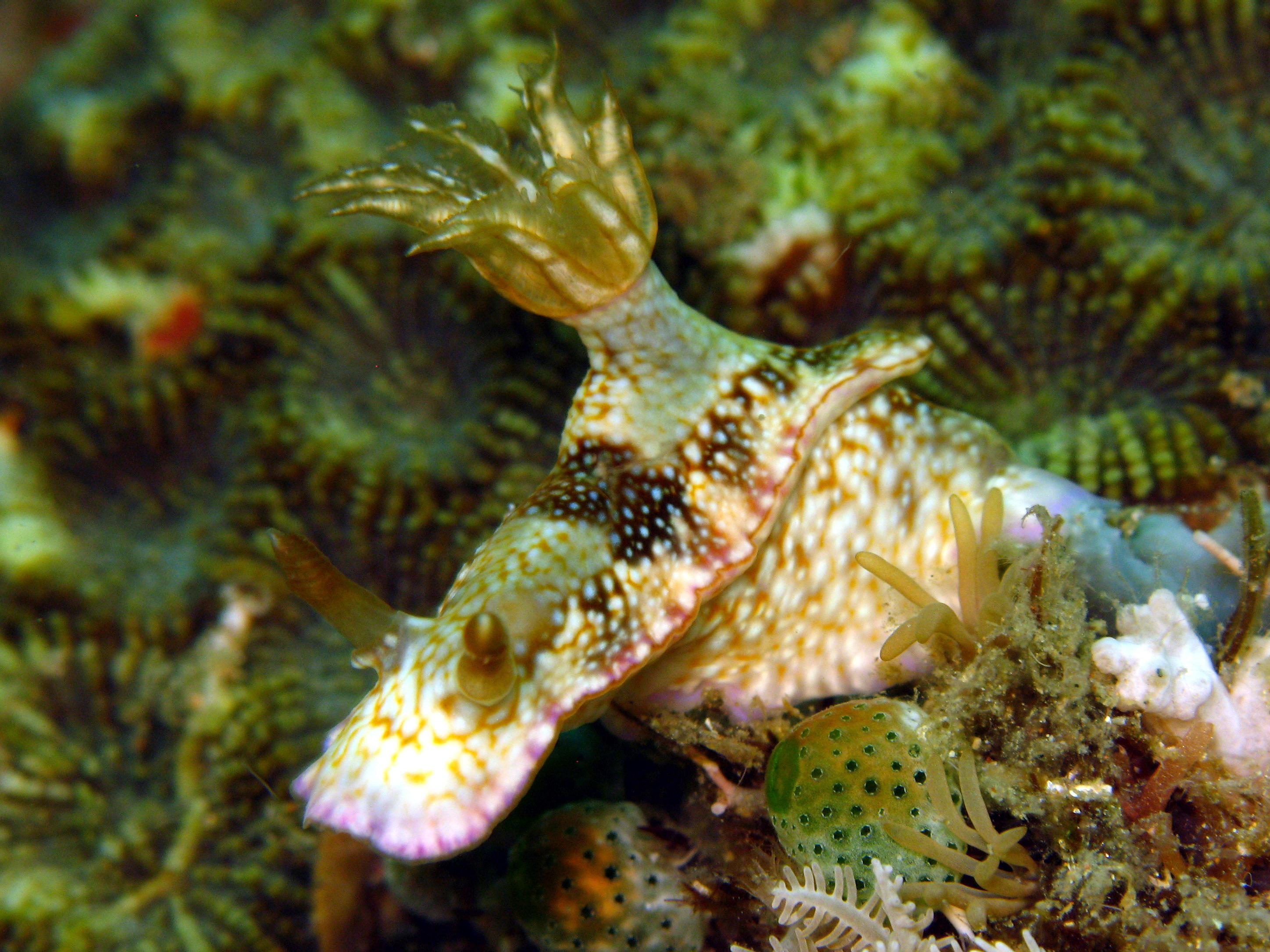
Hypselodoris reidi
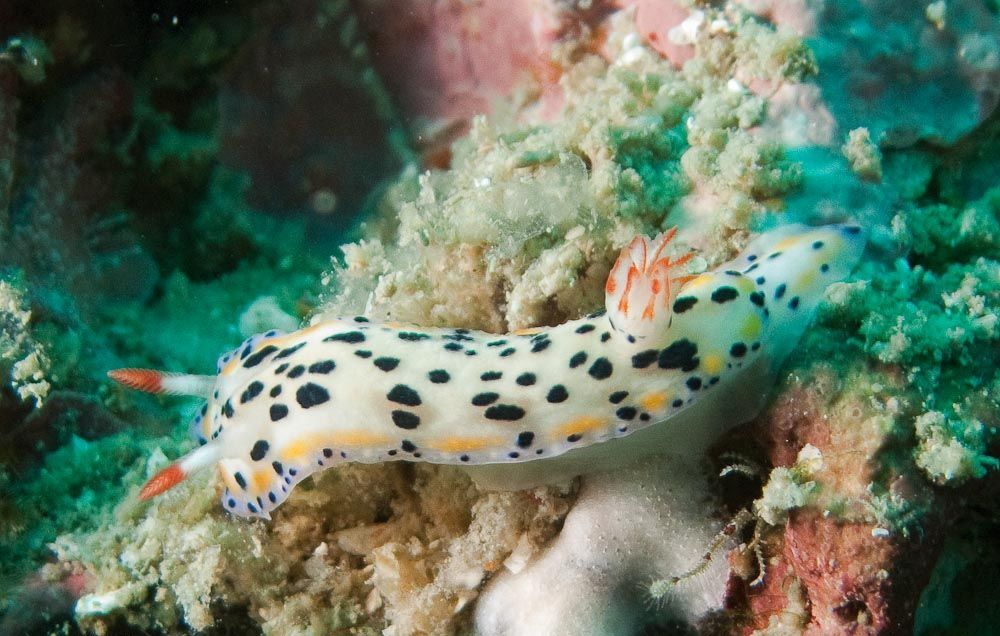
Hypselodoris sagamiensis
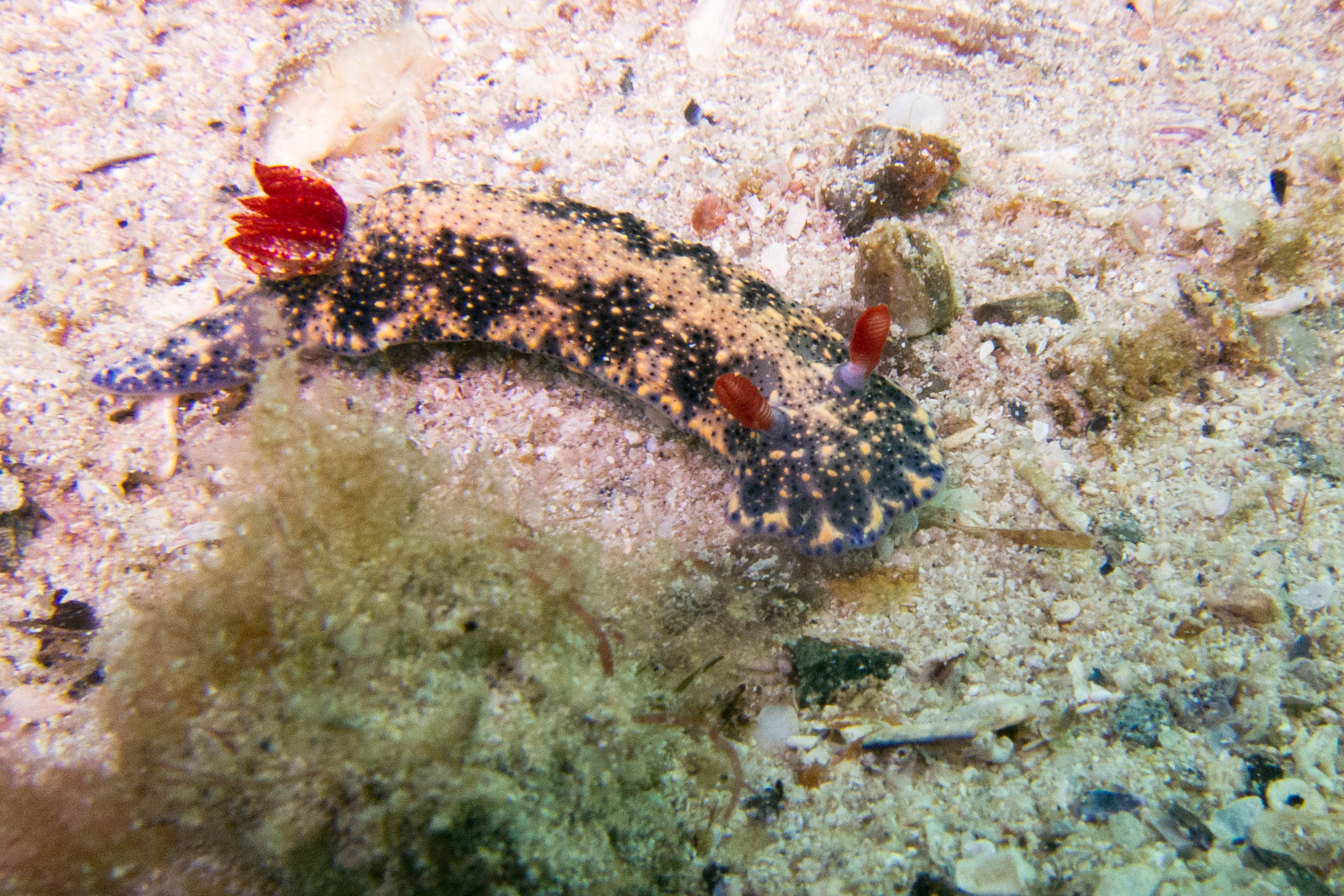
Hypselodoris saintvincentia
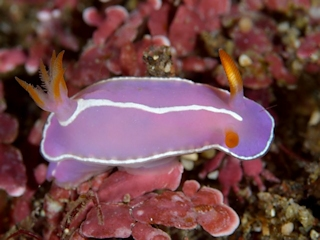
Hypselodoris shimodaensis
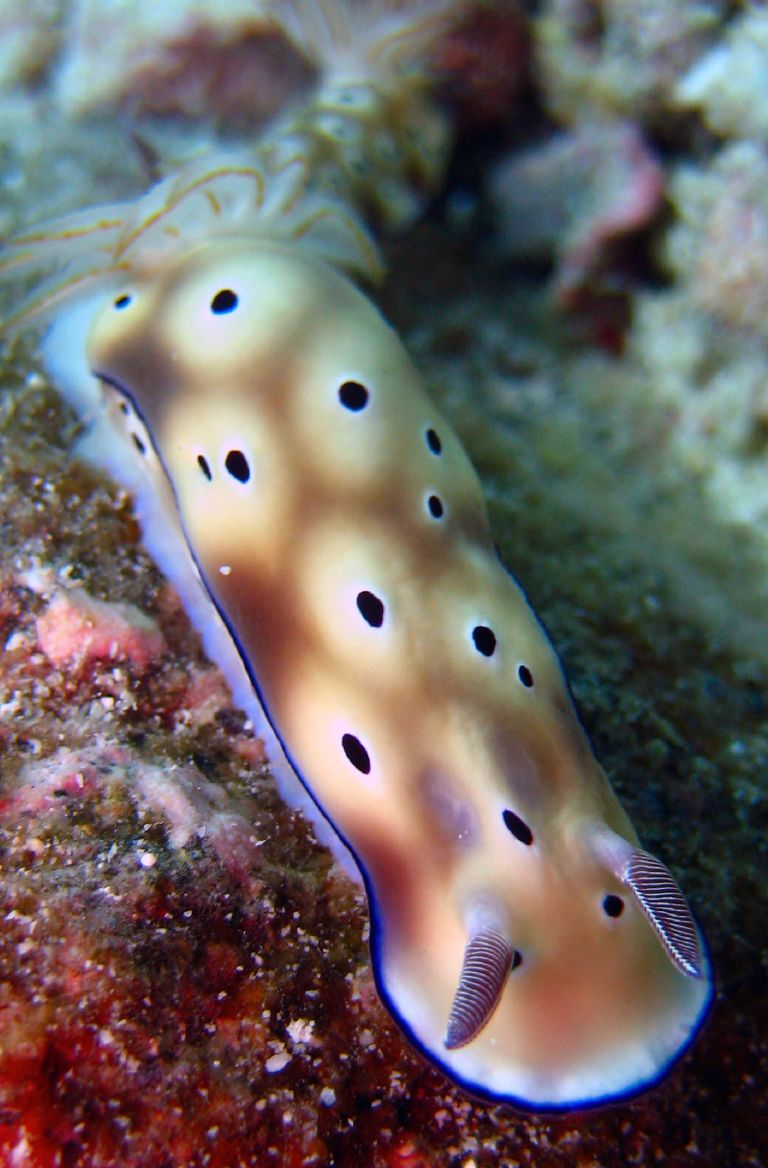
Hypselodoris tryoni
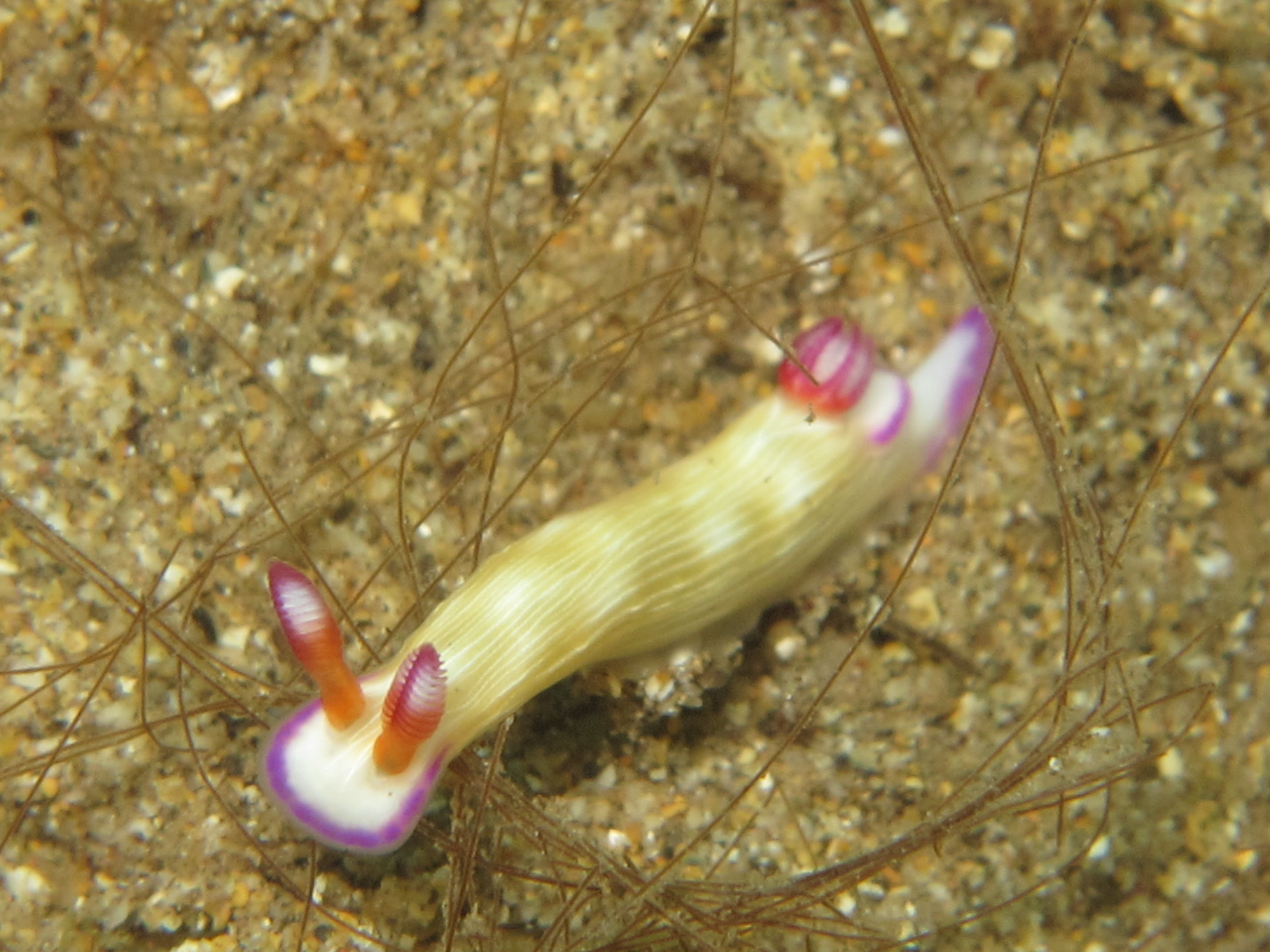
Hypselodoris violabranchia
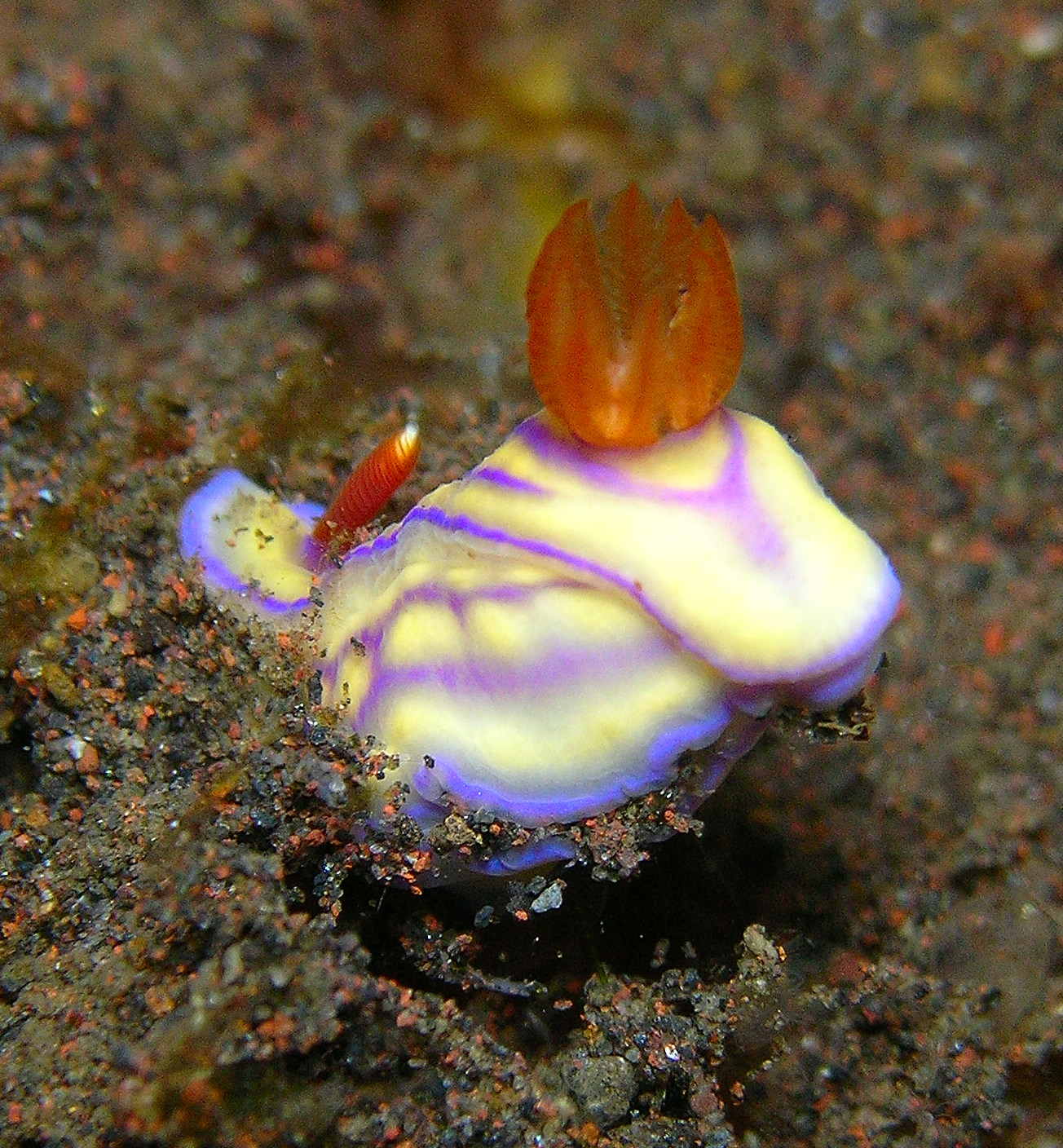
Hypselodoris whitei
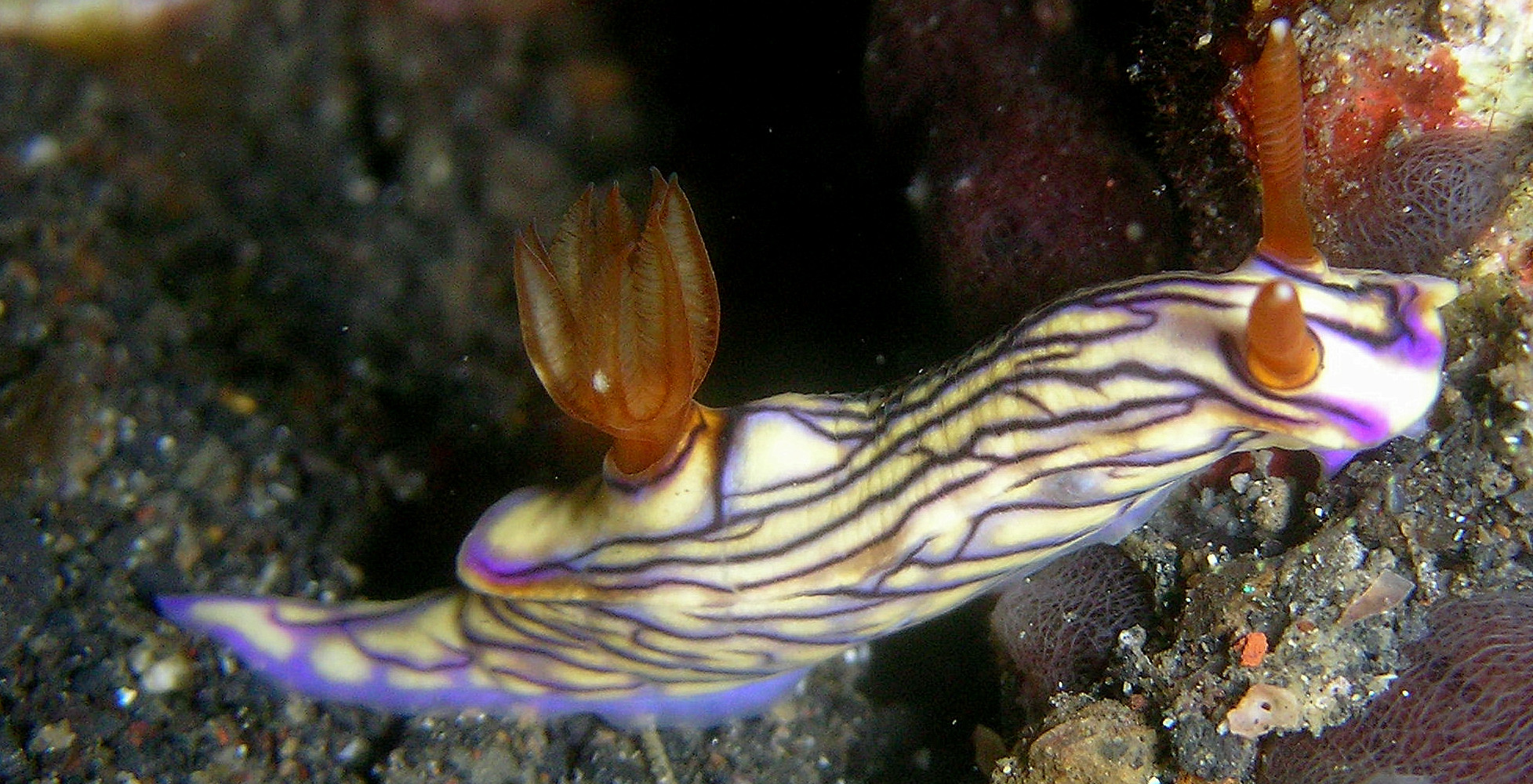
Hypselodoris zephyra

## Publication originale
- Stimpson, W. 1855. Descriptions of some new marine invertebrates. Proceedings of the Academy of Natural Sciences of Philadelphia, 7: 385-394 [389]. (BHL - Hypselodoris p. 389)